# John de Vere (13. hrabia Oxfordu)

Róża Lancasterów

John de Vere, 13. hrabia Oxfordu (ur. 8 września 1442, zm. 10 marca 1513) – jeden z głównych dowódców Lancasterów podczas angielskiej Wojny Dwóch Róż. Uczestniczył m.in. w Bitwie pod Barnet, oraz był faktycznym dowódcą Lancasterów w decydującej Bitwie pod Bosworth, zakończonej dzięki niemu zwycięstwem Henryka Tudora (późniejszego króla Anglii Henryka VII Tudora).
Został pierwszym dowódcą sformowanej w 1485 r. Straży przybocznej Jej Królewskiej Mości Yeomenów Gwardii.